# Таттинский улус
Та́ттинский улус (район) (якут. Таатта улууһа) — административно-территориальная единица (улус или район) и муниципальное образование (муниципальный район) в Республике Саха (Якутия) Российской Федерации.
Административный центр — село Ытык-Кюёль.

## История
Постановлением журнала Общего присутствия Якутского областного управления от 8 декабря 1912 г. № 716 определено разделить с 1 января 1913 г. Ботурусский улус Якутского округа на два улуса: Ботурусский и Таттинский. В состав Таттинского улуса отошли: Алданский, Терасинский, 2-й Жохсогонский, 1-й Игидейский, 1-й Жохсогонский, Усть-Амгинский, Жулейский, 1-й Хаяхсытский, 4-й Жохсогонский, 2-й Игидейский, 3-й Жохсогонский, и Кюняйский, всего 12 наслегов, 4219 ревизских душ, 2113 работников, душ наличных мужских 4434, женских 4313. Приказом Якутского Губернатора Ивана Ивановича Крафта от 2 января 1913 г. № 1 Головой Таттинского улуса Якутского округа назначен Иван Елисеевич Кулаковский, выборными — Василий Бургаев, Нил Сивцев, Семен Попов, Роман Софронов, Иван Антонов, Михаил Аргунов. Центром улуса стало село Черкёх.
Согласно декрету ЯЦИК от 25 марта 1930 г. был образован Таттинский район с центром в с. Ытык-Кюель. В состав района кроме 17-ти наслегов Таттинского улуса (1, 2, 3, 4, 5 Жохсогонский, Кюнейский, Ханяйский, Лебегинский, Нижне-Амгинский, Усть-Амгинский, Алданский, Таттинский, 1, 2 Игидейский, Жулейский, Хаяхсытский, Терасинский) вошли: Ынгинский, Эсинский, Егянский, 3-й Баягантайский, Сасыльский, Мегино-Алданский, Баягино-Игидейский, Уолбинский, Баягинский, 2-й Баягантайский, 4-й Баягантайский наслеги Баягантайского улуса. Хаяхсытский наслег был передан Чурапчинскому району. Был создан районный орган советской власти — Таттинский районный Совет рабочих и крестьянских депутатов (в 1937 году, согласно Конституции ЯАССР, был переименован в Таттинский районный Совет депутатов трудящихся) и его исполнительный комитет.
По Указу Президиума Верховного Совета РСФСР от 14 июля 1954 г. «Об объединении сельских Советов Якутской АССР» объединены наслежные Советы: 1 - й Алданский, 2 – й Баягантайский в Алданский; Нижне – Амгинский, 2 - й Алданский в Амгинский; Баягинский, Баягино-Игидейский в Баягинский; Жохсогонский, Селляхский в Жохсогонский; Октябрьский, Лебегинский, Кюнняйский в Октябрьский.  5 августа 1953 г. вышел Указ Президиума Верховного Совета РСФСР о передаче 1-го Баягантайского, Эсинского, Мегино-Алданского, Егянского, Сасыльского и Ынгинского наслегов  Таттинского района в состав Томпонского района ЯАССР.
В соответствии с Указом Президиума Верховного Совета РСФСР от 1 февраля 1963 г. «Об укрупнении сельских районов и образовании промышленных районов в Якутской АССР» Президиум Верховного Совета Якутской АССР своим Указом от 8 февраля 1963 г. создал группу сельских и промышленных районов, где бывшие Таттинский и Чурапчинский районы были включены в состав нового Алексеевского района с центром в с. Чурапча, а новое название район получил от названия Алексеевского территориального совхозного управления.
При разукрупнении районов республики в соответствии с Указом Президиума Верховного Совета РСФСР от 12 января 1965 г. «Об изменениях в административно-территориальном делении Якутской АССР» Президиум Верховного Совета Якутской АССР Указом от 27 января 1965 г. утвердил новый административно-территориальный состав районов, где бывший Таттинский район переименован в Алексеевский район с центром в с. Ытык-Кюель. С 1977 г. действует Алексеевский районный Совет народных депутатов и его исполнительный комитет. Вопрос о переименовании Алексеевского района в Таттинский в течение многих лет периодически поднимался трудящимися района на собраниях различных уровней. В соответствии с Указом Президиума Верховного Совета РСФСР от 6 августа 1990 г. № 125-1 «О переименовании Алексеевского района Якутской АССР в Таттинский район» району возвращено его прежнее историческое наименование — Таттинский район.
В 1990 г. вместо исполнительного комитета был образован Президиум, а с 1992 г. — Малый Совет. На основании Постановления Верховного Совета республики «О реформировании органов представительной власти в Республике Саха (Я)» от 12 октября 1993 г. прекращена деятельность Таттинского районного Совета народных депутатов.
Во исполнение Указа Президента Республики Саха (Я) от 13 января 1992 г. № 04 «Об организационных вопросах деятельности глав местной администрации» Постановлением Таттинского районного Совета народных депутатов и Таттинской районной администрации от 20 февраля 1992 г. № 2-14 «Об образовании районного и сельских администраций» образованы Таттинская районная и сельские администрации.
Герб утвержден решением улусного Совета депутатов Таттинского улуса №17-4 от 29 октября 2004 г. Автор герба: Неустроев Борис Федорович — Мандар Уус. Номер в Геральдическом регистре РФ: 1716.
Флаг утвержден решением улусного Совета депутатов Таттинского улуса № 7-2 от 29 января 2009 г. Автор флага: Лопатин Афанасий Петрович.
Гимн утвержден решением улусного Совета депутатов №57-1 от 13 декабря 2012 г. Слова Софронова Анемподиста Ивановича — Алампа, мелодия Протодьяконова Василия Никитича «Саха ырыата».
День образования Таттинского улуса утвержден решением улусного Совета депутатов №51-4 от 19 июня 2018 г. Днем образования Таттинского улуса считается 8 декабря 1912 г. Данное событие отмечается по Григорианскому календарю 21 декабря.                              

## География
Территория района составляет 18 984 км². Расположен на северо-востоке центральной части Якутии.Зона вечной мерзлоты, по сравнению с правым берегом Алдана обладает куда меньшими высотами НУМ, климат холодный, субарктический с огромными перепадами температуры от -63 зимой до +36+37 летом, абсолютный перепад температуры по улусу достигает практически 100, не менее 99 градусов, а разность среднемесячных января и июля в одном году может превысить 65 (к примеру при январе -48-49) не исключены и июли за +20, по климату Таттинский улус достаточно схож с Томпонским, находящимся несколько восточнее.
Протекает река Алдан и реки её бассейна: Татта, Амга, Ноху, Баяга, Куолума, Барайы.
Множество озёр, но больших нет; наиболее крупные: Усун-Эбе, Меме, Чекченге-Кюель, Илин-Барда, Чаппанда.

## Население
| 1970    | 1979    | 1989    | 2002    | 2009    | 2010    | 2011    | 2012    | 2013    |
| ------- | ------- | ------- | ------- | ------- | ------- | ------- | ------- | ------- |
| 12 228  | ↗13 208 | ↗15 933 | ↗16 601 | ↘15 484 | ↗17 242 | ↘17 222 | ↘16 746 | ↘16 406 |
| 2014    | 2015    | 2016    | 2017    | 2018    | 2019    | 2020    | 2021    | 2022    |
| ↘16 294 | ↗16 393 | ↘16 337 | ↗16 358 | ↘16 338 | ↘16 185 | ↗16 187 | ↗17 011 | ↘16 958 |
| 2023    |         |         |         |         |         |         |         |         |
| ↘16 858 |         |         |         |         |         |         |         |         |

### Национальный состав
Основная часть населения — саха (95,2 %). Здесь также живут: русские (2,3 %), эвены (0,2 %), эвенки (0,3 %) и другие национальности (1,9 %).

## Муниципально-территориальное устройство
Таттинский улус (район), в рамках организации местного самоуправления, включает 14 муниципальных образований со статусом сельских поселений (наслегов):
| №  | Муниципальное образование | Административный центр | Количество населённых пунктов | Население (чел.) | Площадь (км²) |
| -- | ------------------------- | ---------------------- | ----------------------------- | ---------------- | ------------- |
| 1  | Алданский наслег          | село Булун             | 1                             | ↘1153            | 1729,50       |
| 2  | Амгинский наслег          | село Чычымах           | 1                             | ↘666             | 5159,77       |
| 3  | Баягинский наслег         | село Томтор            | 1                             | ↗925             | 2179,00       |
| 4  | Дайа-Амгинский наслег     | село Дайа-Амгата       | 1                             | ↗221             | 67,09         |
| 5  | Жохсогонский наслег       | село Боробул           | 2                             | ↘985             | 555,64        |
| 6  | Жулейский наслег          | село Туора-Кюёль       | 1                             | ↗550             | 404,31        |
| 7  | Игидейский наслег         | село Дебдирге          | 1                             | ↘753             | 864,06        |
| 8  | Октябрьский наслег        | село Черкёх            | 1                             | ↘1122            | 791,48        |
| 9  | Средне-Амгинский наслег   | село Харбалах          | 1                             | ↘956             | 265,29        |
| 10 | Таттинский наслег         | село Ытык-Кюёль        | 1                             | ↗6933            | 632,44        |
| 11 | Тыарасинский наслег       | село Кыйы              | 1                             | ↘719             | 742,85        |
| 12 | Уолбинский наслег         | село Уолба             | 1                             | ↗534             | 1513,33       |
| 13 | Усть-Амгинский наслег     | село Чымнайи           | 1                             | ↘477             | 2859,62       |
| 14 | Хара-Алданский наслег     | село Хара-Алдан        | 1                             | ↘277             | 1219,70       |

### Населённые пункты
В Таттинском улусе 15 населённых пунктов.
| №  | Населённый пункт | Тип  | Население | Муниципальное образование |
| -- | ---------------- | ---- | --------- | ------------------------- |
| 1  | Боробул          | село | ↘1001     | Жохсогонский наслег       |
| 2  | Булун            | село | ↘1153     | Алданский наслег          |
| 3  | Дайа-Амгата      | село | ↗221      | Дайа-Амгинский наслег     |
| 4  | Даккы            | село | ↗10       | Жохсогонский наслег       |
| 5  | Дебдирге         | село | ↘753      | Игидейский наслег         |
| 6  | Кыйы             | село | ↘719      | Тыарасинский наслег       |
| 7  | Томтор           | село | ↗925      | Баягинский наслег         |
| 8  | Туора-Кюёль      | село | ↗550      | Жулейский наслег          |
| 9  | Уолба            | село | ↗534      | Уолбинский наслег         |
| 10 | Хара-Алдан       | село | ↘277      | Хара-Алданский наслег     |
| 11 | Харбалах         | село | ↘958      | Средне-Амгинский наслег   |
| 12 | Черкёх           | село | ↘1122     | Октябрьский наслег        |
| 13 | Чымнайи          | село | ↘477      | Усть-Амгинский наслег     |
| 14 | Чычымах          | село | ↘666      | Амгинский наслег          |
| 15 | Ытык-Кюёль       | село | ↗6933     | Таттинский наслег         |

Упразднённые населённые пункты:
- 1998 год — поселок Санга-Олох Баягинского наслега[27].

## Экономика
В экономике улуса ведущую роль играет сельское хозяйство — мясо-молочное скотоводство, мясное табунное коневодство. Возделываются картофель, овощи, кормовые культуры. Площадь земель сельскохозяйственного назначения составляет 86,2 тыс. га. В улусе имеются коллективные предприятия, агрофирмы, крестьянские хозяйства, предприятия местной промышленности.